# The Rembrandts
The Rembrandts is een Amerikaanse band, opgericht door Phil Solem en Danny Wilde.
Ze hadden al samengewerkt onder de naam Great Buildings in 1981.
The Rembrandts scoorden een wereldhit met het lied I'll Be There for You. Dit nummer verwierf veel bekendheid omdat het gebruikt werd als titelsong voor de populaire sitcom Friends. I'll Be There For You bereikte de 17e plaats in de U.S. Billboard Charts en de 3e plaats in de Britse charts.
The Rembrandts gingen uiteen in 1997, maar kwamen weer bij elkaar in 2000 en namen het album Lost Together op, dat werd uitgebracht op 12 mei 2001.

## Bandleden
- Danny Wilde (3 juni 1956 in Maine)
- Phil Solem (1 juli 1956 in Duluth (Minnesota))
- Pat Mastelotto - drummer van 1990–1996
- Dorian "Wookie" Crozier - drummer sinds 1996
- John Fields - (bas-) gitaar, producent, mixer
- Michael Tienken - songwriter (I'll Come Callin', One Horse Town, Thrush)
- Dave Filice - bassist

## Discografie

### Albums
- The Rembrandts (1990)
- Untitled (1992)
- Maybe Tomorrow (1993)
- LP (1995)
- Spin This (1998)
- Lost Together (2001)
- Choice Picks (2005)

### Singles
| Single met eventuele hitnotering(en) in de Nederlandse Top 40 | Datum van verschijnen | Datum van binnenkomst | Hoogste positie | Aantal weken | Opmerkingen |
| ------------------------------------------------------------- | --------------------- | --------------------- | --------------- | ------------ | ----------- |
| Just the way it is, baby                                      | 1991                  | 16-3-1991             | tip18           | -            |             |
| Someone                                                       | 1991                  | 29-6-1991             | tip17           | -            |             |
| I'll be there for you                                         | 1997                  | 12-7-1997             | 15              | 6            |             |

### NPO Radio 2 Top 2000
Van The Rembrandts stond alleen I'll Be There for You in 2023 in de NPO Radio 2 Top 2000, op plek 1224.